# Подкампінос
Подкампінос (пол. Podkampinos) — село в Польщі, у гміні Кампінос Варшавського-Західного повіту Мазовецького воєводства.
Населення — 199 осіб (2011).
У 1975-1998 роках село належало до Варшавського воєводства.

## Демографія
Демографічна структура станом на 31 березня 2011 року:
|          | Загалом | Допрацездатний вік | Працездатний вік | Постпрацездатний вік |
| -------- | ------- | ------------------ | ---------------- | -------------------- |
| Чоловіки | 104     | 25                 | 67               | 12                   |
| Жінки    | 95      | 18                 | 53               | 24                   |
| Разом    | 199     | 43                 | 120              | 36                   |